# Hoo, Medway
Hoo var en civil parish fram till 1934 när den uppgick i Hoo St Werburgh och Frindsbury Extra, i Storbritannien. Den ligger i grevskapet Kent och riksdelen England, i den sydöstra delen av landet, 50 km öster om huvudstaden London. Hoo ligger 16 meter över havet. Civil parish hade 4 343 invånare år 1931.
Terrängen runt Hoo är platt. Havet är nära Hoo åt sydost. Runt Hoo är det tätbefolkat, med 331 invånare per kvadratkilometer. Närmaste större samhälle är Gillingham, 3,6 km söder om Hoo. Trakten runt Hoo består till största delen av jordbruksmark.